# تأمين رعاية طويلة الأمد
تأمين الرعاية طويلة الأمد هو خدمة تأمينية تُباع في الولايات المتحدة الأمريكية، المملكة المتحدة، وكندا وتساعد في تغطية التكاليف المتعلقة بالرعاية طويلة الأمد. وهذا النوع من التأمين يغطي الرعاية غير المشمولة بالتأمين الصحي أو العناية الطبية (ميديكير) أو المعونة الطبية.
بشكل عام، الأشخاص الذين يحتاجون إلى رعاية طويلة الأمد ليسوا مرضى بالمعنى التقليدي الشائع، ولكنهم غير قادرين على القيام باثنين من الأنشطة الستة للحياة اليومية كارتداء الملابس، والاستحمام، وتناول الطعام، واستخدام المراحيض، والتحكم في البول، والانتقال (مثل مغادرة السرير أو الكرسي والعودة إليهما)، والمشي.
العمر ليس عاملاً محدداً للحاجة إلى رعاية طويلة الأمد. سيحتاج حوالي سبعين بالمئة من الأشخاص فوق سن الخامسة والستين إلى نوع واحد على الأقل من خدمات الرعاية طويلة الأمد خلال حياتهم. حالياً، حوالي 40% من أولئك الذين يتلقون رعاية طويلة الأمد تتراوح أعمارهم ما بين 18 و64 عامًا. قد لا يتوفر تأمين الرعاية طويلة الأمد بمجرد حدوث تغيير في الصحة. الظهور المبكر لمرضي الزهايمر والشلل الرعاشي (داء باركنسون) –قبل سن الخامسة والستين- نادر الحدوث.
تُعتبر الرعاية طويلة الأمد قضية لأن الناس يعيشون لفترة أطول. مع تقدم الناس في العمر، فإنهم في كثير من الأحيان يحتاجون إلى المساعدة في الأنشطة الحياتية اليومية أو يحتاجون إلى الإشراف بسبب الضعف الإدراكي الشديد. ويؤثر ذلك على النساء بشكل أكبر لأنهن غالباً ما يعشن لفترة أطول من الرجال، ويصبحن تلقائياً مقدمات رعاية للآخرين.

## الفوائد
يمكن أن يغطي تأمين الرعاية طويلة الأمد العناية المنزلية، وخدمة المعيشة المعتمدة على المساعدة (مساكن الرعاية الدائمة)، والرعاية النهارية للكبار، والرعاية قصيرة الأمد، ومستشفى الحالات النهائية، ودور التمريض، وتسهيلات لمرضى الزهايمر، والقيام بتعديلات للمنازل بما يتلائم مع حالات الإعاقة فيها. في حال شراء تغطية الرعاية المنزلية، يمكن لتأمين الرعاية طويلة الأمد أن يدفع تكاليف الرعاية المنزلية، غالباً منذ أول يوم نحتاجه فيه. سيدفع لمقدم الرعاية سواء كان زائراً أو مقيماً، أو للمُرافق، أو لمدبرة المنزل، أو للمداوي، أو للرعاية التمريضية الخاصة ما يصل لسبعة أيام في الأسبوع، 24 ساعة في اليوم حتى الحد الأقصى من الاستحقاقات التأمينية. يقترح العديد من الخبراء التسوق (شراء هذه الخدمة التأمينية) بين سن 45 و55 كجزء من خطة تقاعد شاملة، لحماية الأصول من التكاليف العالية وأعباء الرعاية الصحية الممتدة.
فوائد أخرى لتأمين الرعاية طويلة الأمد:
- قد يشعر العديد من الأشخاص بعدم الارتياح في الاعتماد على أبنائهم أو أفراد أسرهم في الحصول على الدعم، ويجدون أن تأمين الرعاية طويلة الأمد يمكن أن يساعد في تغطية النفقات الشخصية. أما بدون تأمين الرعاية طويلة الأمد، قد تؤدي تكلفة تقديم هذه الخدمات إلى استنفاد مدّخرات الفرد أو أسرته بسرعه. تختلف تكاليف الرعاية طويلة الأمد حسب المنطقة. حيث تمتلك حكومة الولايات المتحدة الأمريكية خريطة تفاعلية لتقدير التكاليف حسب الولاية.[6]
- قد تكون الأقساط المدفوعة على منتج تأمين الرعاية طويلة الأمد مؤهلة للحصول على خصم ضريبة الدخل. تعتمد قيمة الخصم على عمر الشخص المشمول بالتغطية.[7] بشكل عام، تُستثنى الاستحقاقات المدفوعة من عقد الرعاية طويلة الأمد من الدّخل. بعض الولايات أيضاً لديها خصومات أو ائتمانات وتكون العائدات دائماً معفاة من الضرائب.[8]
- تُحدَّد خصومات الأعمال من أقساط التأمين حسب نوع العمل. بشكل عام، الشركات التي تدفع أقساط التأمين لموظف ما تكون قابلة للخصم بنسبة 100% إذا لم تكن مدرجة في دخل الموظف الخاضع للضريبة.[9]

في الولايات المتحدة الأمريكية، تقدِّم المعونة الطبية خدمات رعاية طويلة الأمد للفقراء أو أولئك الذين ينفقون أصولهم ويستنفدونها بسبب الرعاية. في معظم الولايات، يجب أن تنفق ما يصل إلى 2000 دولار. إذا كان هناك زوج أو شريك على قيد الحياة فيمكنهم الاحتفاظ بمبلغ إضافي.
برنامج الرعاية الطبية: المعونة الطبية، يقدم اللازمة للأشخاص ذوي الموارد المحدودة الذين «يحتاجون إلى الرعاية التمريضية مع إمكانية بقائهم في المنزل مع خدمات رعاية مجتمعية خاصة». مع ذلك فإن برنامج المعونة الطبية بشكل عام لا يغطي الرعاية طويلة الأمد المقدمة بالمنزل أو في مساكن الرعاية الدائمة. غالباً ما يفضل الأشخاص الذين يحتاجون رعاية طويلة الأمد الرعاية في المنزل أو في غرفة خاصة في مساكن الرعاية الدائمة.

## أنواع وثائق التأمين
شعبية تأمين الرعاية طويلة الأمد الخاص تزداد في الولايات المتحدة الأمريكية. ومع ذلك، فقد ارتفعت أقساط التأمين بشكل كبير في السنوات الأخيرة حتى لحاملي وثائق التأمين الحاليين. يمكن أن تكون تكاليف التغطية باهظة الثمن إذا انتظر المستهلكون حتى سن التقاعد لشراء تغطية الرعاية طويلة الأمد.
من حيث صلتها بوثائق التأمين في الولايات المتحدة الأمريكية، هناك نوعان من وثائق تأمين الرعاية طويلة الأمد المقدمة هما:
- وثائق التأمين التقليدية: هي أكثر الوثائق المقدمة شيوعاً. تُدفع أقساط التأمين التقليدية، كما أقساط التأمين على السيارات، على أساس مستمر. إذا لم تُستخدم، لا تُعاد أي أقساط. ومع ذلك، إذا احتوت الوثيقة على ملحق «عائد قسط» سوف يُدفع تعويض الوفاة إلى المستفيد إذا مات المؤمَّن عليه في وقت تكون فيه الاستحقاقات الواردة بموجب الوثيقة أقل من أقساط التأمين المدفوعة لشركة التأمين. قيمة الاستحقاق تساوي الزيادة في الأقساط المدفوعة على الاستحقاقات المستلَمة.[14]
- وثائق التأمين المركبة أو المختلطة: هي مزيج من التأمين على الحياة أو القسط السنوي مع تأمين الرعاية طويلة الأمد. وتوجد عدة أنواع من هذه المجموعات.

من حيث صلتها بضريبة الدخل الأمريكية، هناك نوعان من وثائق تأمين الرعاية طويلة الأمد المقدمة هما:
- وثائق التأمين المؤهلة للضريبة: هي أكثر الوثائق المقدَّمة شيوعًا. وتتطلب هذه الوثيقة من الشخص: 1) أن يكون من المتوقع أن يحتاج إلى رعاية لمدة 90 يومًا على الأقل، وأن لا يكون قادرًا على أداء نشاطين أو أكثر من أنشطة الحياة اليومية (تناول الطعام، ارتداء الملابس، الاستحمام، الانتقال، استخدام المرحاض، التحكم في البول) دون مساعدة كبيرة (التدريب العملي أو الاستعداد) أو 2) بحاجة إلى مساعدة كبيرة لمدة 90 يوماً على الأقل بسبب ضعف شديد في الإدراك. في كلتا الحالتين، يجب على الطبيب تقديم خطة للرعاية. الاستحقاقات من (الوثائق المؤهلة للضريبة) غير خاضعة للضريبة.
- وثائق التأمين غير المؤهلة للضريبة: كانت تُسمى سابقًا تأمين الرعاية طويلة الأمد التقليدي. غالبًا ما يشتمل على «محفز» يسمى «ضرورة طبية». هذا يعني أن طبيب المريض نفسه، أو ذلك الطبيب بالاشتراك مع شخص من شركة التأمين، يمكن أن يذكر أن المريض بحاجة إلى رعاية لأي سبب طبي وأن وثيقة التأمين سوف تدفع. تتضمن وثائق (غير المؤهل الضريبي) المشي كنشاط للحياة اليومية وعادة ما تتطلب فقط عدم القدرة على أداء نشاط واحد أو أكثر من أنشطة الحياة اليومية. ولم توضِّح وزارة المالية حالة الاستحقاقات الواردة بموجب خطة تأمين الرعاية طويلة الأمد غير المؤهلة. ولذلك، فإن قابلية هذه الاستحقاقات للضريبة مفتوحة حتى مزيد من التفسير. هذا يعني أنه من الممكن أن يواجه الأفراد الذين يتلقون استحقاقات بموجب وثيقة تأمين الرعاية طويلة الأمد غير المؤهلة، فاتورة ضريبية كبيرة مقابل هذه الاستحقاقات.

تُباع الوثائق غير المؤهلة للضريبة بشكل أقل. أحد الأسباب هو أن المستهلكين يريدون أن يكونوا مؤهلين للخصومات الضريبية المتاحة عند شراء وثيقة مؤهلة للضريبة. يمكن أن تكون القضايا الضريبية أكثر تعقيدًا من مسألة الخصومات وحدها، ومن المستحسن طلب مشورة جيدة بشأن جميع مزايا وعيوب الوثيقة المؤهلة للضرائب مقابل الوثيقة غير المؤهلة للضريبة، لأن الاستحقاقات التي تؤدي إلى وثيقة جيدة غير مؤهلة للضرائب أفضل. بموجب القانون، تفرض الوثائق المؤهلة للضرائب قيوداً على الوقت الذي يمكن لحامله الحصول على استحقاقات. ووجدت إحدى الدراسات الاستقصائية أن خمسة وستين في المئة من المشترين لا يعرفون ما إذا كانت الوثيقة التي اشتروها مؤهلة للضرائب أم لا.
بمجرد أن يشتري الشخص وثيقة التأمين، لا يمكن لشركة التأمين تغيير اللغة، وعادةً ما تكون الوثيقة مضمونة للتجديد مدى الحياة. لا يمكن لشركة التأمين إلغاءها لأسباب صحية، ولكن يمكن إلغاؤها لعدم الدفع.
وتُدفع معظم الاستحقاقات على أساس السداد، وتقدم بضع شركات استحقاقات على أساس التعويض عن المصروف اليومي بمعدل أعلى. تغطي معظم الوثائق الرعاية فقط في الولايات المتحدة القارية. وعادة ما لا تغطي الوثائق التي تغطي الرعاية في بلدان أجنبية مختارة سوى الرعاية التمريضية، وتقوم بذلك في حالة استحقاق مُصنف.
قد تتضمن وثائق المجموعة أحكامًا لفترات التسجيل غير المقيدة أو المفتوحة وقد يكون ضمان السندات مطلوبًا. قد تكون خطط المجموعة مضمونة قابلة للتجديد أو مؤهلة للضريبة أو لا تكون. وتشمل بعض خطط المجموعة لغة تسمح لشركة التأمين باستبدال وثيقة التأمين بوثيقة مماثلة وتغيير الأقساط في ذلك الوقت. وتستطيع شركة التأمين إلغاء بعض خطط المجموعة. للتعويض عن مخاطر التأمين المرتفعة، قد يكون لخطط المجموعة خصومات أعلى واستحقاقات أقل من الخطط الفردية. بعض خطط المجموعة قد تتطلب عدم القدرة على القيام بثلاثة أنشطة يومية للرعاية التمريضية.
يمنح قانون تسوية الميزانية الشامل الموحد (COBRA) بعض الموظفين السابقين والمتقاعدين والأزواج والأزواج السابقين والأطفال المعالين الحق في مواصلة التغطية الصحية مؤقتاً بمعدلات جماعية.
قد تقدم أنظمة التقاعد مثل كالبيرس تأمينًا للرعاية طويلة الأمد مشابهًا لخطة المجموعة. وهذه المنظمات لا تنظمها إدارات التأمين الحكومية. ويمكنها زيادة المعدلات وإجراء تغييرات على الوثائق دون تدقيق وموافقة الدولة.
وتحدد معدلات التأمين على الرعاية الطويلة الأمد بستة عوامل رئيسية هي: سن الشخص، والاستحقاقات اليومية (أو الشهرية)، ومدة دفع الاستحقاقات، وفترة التصفية، وحماية التضخم، والتصنيف الصحي (المفضل، والمعياري، ودون المستوى).
تقدم معظم الشركات خصومات للمرتبطين (couples) وأخرى أكثر من مرة في حياة الفرد ويكون ذلك في سياسات الأفراد. بعض الشركات تعرف المرتبطين "couples" ليس فقط للأزواج، ولكن أيضا لشخصين يستوفيان معايير العيش معاً في علاقة ملتزمة وتقاسم نفقات المعيشة الأساسية. انخفض متوسط عمر المشترين من 68 سنة في عام 1990 إلى 61 سنة في عام 2005، وزاد عدد المشترين الذين تقل أعمارهم عن 65 سنة بشكل ملحوظ.
تقدم معظم الشركات طرق متعددة لدفع أقساط التأمين: سنوية، نصف سنوية، ربع سنوية، وشهرية. قد تضيف الشركات نسبة مئوية للدفعات الأكثر تكرارًا من الدفع السنوي. تتوفر مع معظم الخطط خيارات مثل استمرار الحياة الزوجية، والتجديد التلقائي، واستعادة الاستحقاقات، وإعادة قسط التأمين.
يتيح قانون تخفيض العجز لعام 2005 خطط الشراكة لجميع الولايات. توفر الشراكة «حماية الأصول مدى الحياة» من متطلبات الانفاق على المعونة الطبية. اعتبارًا من مارس 2014، كان لدى 41 ولاية برامج شراكة فعالة للتأمين على الرعاية طويلة الأمد.

## أهلية الاستحقاقات والخصومات
معظم الوثائق تدفع استحقاقات عندما يحتاج حامل الوثيقة إلى مساعدة في اثنين أو أكثر من الأنشطة الستة في الحياة اليومية أو عند وجود ضعف إدراكي. وفقا لوزارة الصحة والخدمات الإنسانية في الولايات المتحدة فإن جميع خطط التأمين على الرعاية طويلة الأمد المؤهلة للضرائب لها نفس الدافع.
معظم الوثائق لها فترة استبعاد أو فترة انتظار مماثلة للخصم. هذه هي الفترة الزمنية التي تدفع فيها مقابل الرعاية قبل ان تحصل على استحقاقاتك. قد تكون أيام الاستبعاد من 30 إلى 120 يومًا بعد حادثة رعاية طويلة الأمد، مثل السقوط أو المرض. وتتطلب بعض الوثائق من أصحاب المطالبات المقصودين تقديم إثبات على 30 إلى 120 يوم خدمة من الرعاية المدفوعة الأجر قبل دفع أي استحقاقات. في بعض الحالات، قد يكون الخيار متاحًا لتحديد أيام الاستبعاد الصفرية عند تقديم الخدمات المغطاة في المنزل وفقًا لخطة الرعاية. يمكن لحامل الوثيقة اختيار حد أقصى للاستحقاقات اليومية أو الشهرية. هذا هو الحد الأقصى الذي ستدفعه شركة التأمين للرعاية على أساس يومي أو شهري.

## ملحقات الرعاية طويلة الأمد في كندا
تشمل ملحقات تأمين الرعاية طويلة الأمد المتاحة بشكل عام في الوثائق الكندية ما يلي:
- عودة قسط التأمين عند الوفاة. تُعاد أقساط التأمين الخاصة بك إلى عقاراتك.
- الحماية من التضخم-تنمو الاستحقاقات على الوثائق بمعدل عائد معين.

## تأمين الرعاية في ألمانيا
في ألمانيا هناك نوعان مختلفان من التأمين على الرعاية: التأمين الإلزامي على الرعاية والتأمين الطوعي الخاص. تُلزم القوانين الألمانية الناس بالحصول على تأمين الرعاية الأساسية. وهو واحد من خمسة تأمينات إلزامية، التأمينات الأخرى هي التأمين الصحي والتأمين ضد الحوادث والبطالة والمعاشات التقاعدية. كما جرت العادة في نظام التأمين العام الألماني تُقسم التكاليف بالتساوي بين أرباب العمل والموظفين.
هناك ثلاثة أنواع من التأمين على الرعاية الخاصة:
1. أغلى شكل من أشكال التأمين على الرعاية الخاصة هو مثل التأمين على الحياة. يدفع لك معاش شهري عندما يحتاج المؤمَّن عليه إلى الرعاية، بغض النظر عن تكاليف الرعاية الفعلية. عند إبرام العقد، يمكنك اختيار المبلغ الذي يدفعه التأمين كل شهر، اعتماداً على مستوى الرعاية.
2. وثمة شكل آخر من أشكال التأمين على الرعاية الخاصة يدفع نسبة مئوية معينة من التكلفة الفعلية بعد دفع التأمين الإلزامي على الرعاية. هنا يمكنك أن تقرر النسبة المئوية المدفوعة، اعتمادًا على مستوى الرعاية. وميزة هذا النوع من التأمين أنه يدفع المزيد من المال عندما تكلف الرعاية أكثر، وبالتالي فإن مخاطر ارتفاع الأسعار أقل بالنسبة للمؤمَّن عليه.
3. ويدفع النوع الأكثر شيوعاً من التأمين على الرعاية الخاصة مبلغاً معيناً من المال عن كل يوم يتلقى فيه المؤمَّن عليه الرعاية.[20]

## تأمين الرعاية طويلة الأمد في الولايات المتحدة الأمريكية
حوالي 7 ملايين شخص لديهم شكل من أشكال تأمين الرعاية طويلة الأمد. الغالبية العظمى لديها ما يشار إليه باسم التأمين التقليدي، أو الصحي للرعاية طويلة الأمد. والعكس صحيح بالنسبة لمبيعات وثائق التأمين الجديدة. تُباع حوالي 350000 وثيقة تأمين جديدة كل عام، 84% منها هي وثيقة تأمين على الاستحقاقات أو وثائق تأمين على الحياة تتضمن استحقاقات الرعاية طويلة الأمد.
في الولايات المتحدة الأمريكية، دفعت شركات التأمين على الرعاية طويلة الأمد في البلاد مبلغًا قياسيًا قدره 11 مليار دولار في عام 2019 لحوالي 310.000 من حاملي وثائق التأمين.

## روابط خارجية
- What to look for in a LTC policy from Consumer Reports (February 2011)
- U.S. Department of Health and Human Services Long Term Care information
- American Association for Long Term Care Insurance - AALTCI
- National Institute on Health
- National Association of Insurance Commissions LTC Section
- US Department of Health & Human Services Aging, Caregiving & LTC
- Medicaid Eligibility
- | - ع - ن - ت التأمين        | - ع - ن - ت التأمين                                                                                                                                                                                                                                                                                                                                                                                                                                                                                                                                                                                                                                                                                                                                                                                                                                                                                                                                            |
| -------------------------- | --- |
| أنواعُ التأمين              | \| الصحّي \| - الموتُ المُفاجئ وبترُ الأعضاء - الأسنان - العجز (العجز الدائم الكُلّي) - حماية الدخل - العناية طويلة الأمد - الصحة الوطنيَّة - حماية القُروض - البصر \| \| على الحياة \| - لِحالة الوفاة - لِحالة البقاء - المُختلط - الزواج والولادة - التكميلي - الشعبي - الجماعي \| \| التجاري \| - السندات الماليَّة - بوليصة رب العمل - مسؤوليَّة المُدراء والمُوظفين - ضمان الأمانة - المسؤوليَّة المهنيَّة - الحماية والتعويض - الائتمان التجاري - المظلّي \| \| السكني \| - المتاع - الممتلكات - الزلازل - الفيضان - المنزل - المالك - مُقرضي الرهن العقاري - الرهن العقاري - الملكيَّة - المُستأجرين - سندات الملكيَّة \| \| المُواصلات\ الاتصالات \| - الجوي - الحاسوب - النقل العُمومي - البحري - الأقمار الاصطناعيَّة - الشحن البحري - السفر - السيَّارات \| \| أُخرى \| - إعادة تأمين - ضدَّ الحوادث - ضدَّ الجرائم - المحاصيل - ضدَّ الطلاق - الجماعي - المسؤوليَّة - اللامسؤوليَّة - الحيوانات المنزليَّة - ضدَّ الإرهاب - الأُجور - ضدَّ خطر الحرب - ضدَّ الأحوال الجويَّة - تعويضات العُمَّال - التكافل \| |
| بوليصة وقوانين التأمين     | - بوليصة التأمين - قانون التأمين - قانون نقل التأمين الصحّي والمُساءلة |
| أُخرى                       | - تاريخ التأمين - صُندوق التأمين مُوحد الصلة |
| - التصنيف - قائمة المواضيع | |
| الصحّي                      | - الموتُ المُفاجئ وبترُ الأعضاء - الأسنان - العجز (العجز الدائم الكُلّي) - حماية الدخل - العناية طويلة الأمد - الصحة الوطنيَّة - حماية القُروض - البصر |
| على الحياة                 | - لِحالة الوفاة - لِحالة البقاء - المُختلط - الزواج والولادة - التكميلي - الشعبي - الجماعي |
| التجاري                    | - السندات الماليَّة - بوليصة رب العمل - مسؤوليَّة المُدراء والمُوظفين - ضمان الأمانة - المسؤوليَّة المهنيَّة - الحماية والتعويض - الائتمان التجاري - المظلّي |
| السكني                     | - المتاع - الممتلكات - الزلازل - الفيضان - المنزل - المالك - مُقرضي الرهن العقاري - الرهن العقاري - الملكيَّة - المُستأجرين - سندات الملكيَّة |
| المُواصلات\ الاتصالات       | - الجوي - الحاسوب - النقل العُمومي - البحري - الأقمار الاصطناعيَّة - الشحن البحري - السفر - السيَّارات |
| أُخرى                       | - إعادة تأمين - ضدَّ الحوادث - ضدَّ الجرائم - المحاصيل - ضدَّ الطلاق - الجماعي - المسؤوليَّة - اللامسؤوليَّة - الحيوانات المنزليَّة - ضدَّ الإرهاب - الأُجور - ضدَّ خطر الحرب - ضدَّ الأحوال الجويَّة - تعويضات العُمَّال - التكافل |